# Die Abtei von Northanger

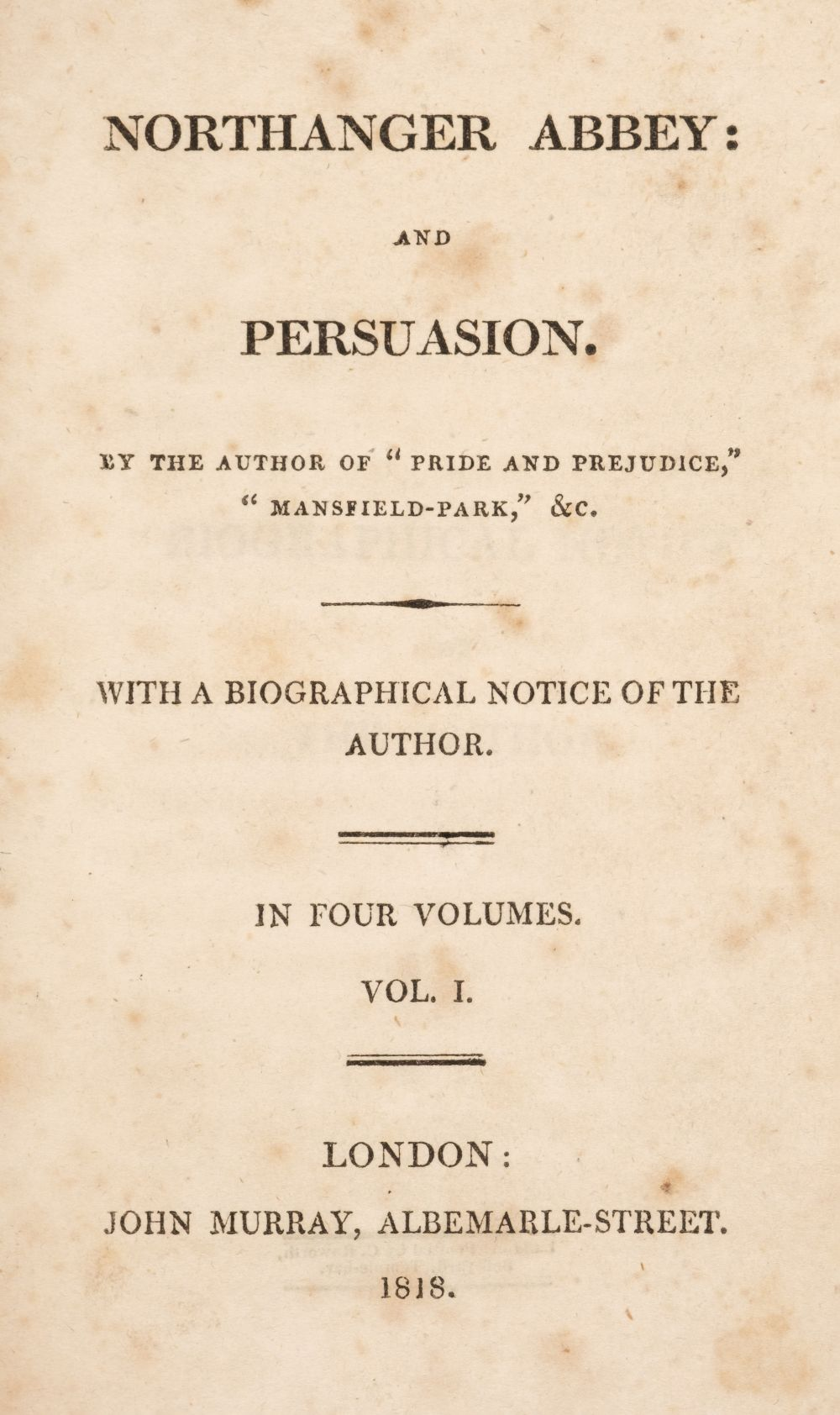
Die Abtei von Northanger, Ausgabe von 1818

Die Abtei von Northanger (englisch: Northanger Abbey) ist ein Roman der britischen Schriftstellerin Jane Austen. Er wurde zwischen 1798 und 1803 verfasst und im Dezember 1817 veröffentlicht. Er ist eine Satire auf Schauerromane, die in Jane Austens Zeit sehr beliebt waren. Auch ist er ein Entwicklungsroman und wie alle Romane Jane Austens eine Liebesgeschichte.

## Handlung
Die siebzehnjährige Catherine Morland, Tochter eines Pfarrers mit „beträchtlichem Vermögen“, lebt zusammen mit ihren Eltern und neun Geschwistern in einem kleinen Dorf. Wiederholt erklärt die Autorin, dass sich Catherine aus verschiedenen eigentlich zwingenden Gründen nicht zur Romanheldin eignet. In ihrer Kindheit war Catherine ein Wildfang, interessiert sich aber jetzt mehr für Schauerromane und schwärmt besonders von Anne Radcliffes Roman Udolphos Geheimnisse.
Catherine wird eingeladen, mit Mrs. Allen, einer Freundin der Familie, in den mondänen Kurort Bath zu reisen. Zu Anfang gefällt es ihr dort nur mäßig, da weder sie noch Mrs. Allen jemanden kennen. Doch auf einem Ball lernt sie Henry Tilney kennen, einen amüsanten jungen Geistlichen von 26 Jahren, mit dem sie angeregte Gespräche führt. Bald darauf lebt Catherine nur noch dafür, ihn wieder zu treffen, nicht ahnend, dass er Bath für eine Woche verlassen hat. In den Gesellschaftsräumen, wo Catherine nach Henry Ausschau hält, lernt sie Isabella Thorpe kennen, deren Mutter mit Mrs. Allen zur Schule gegangen ist. Zwischen ihnen entwickelt sich eine enge Freundschaft, die unter anderem dadurch begünstigt wird, dass Isabellas Bruder John mit Catherines Bruder James befreundet ist. John ist sehr an Catherine interessiert, aber ihr missfällt sein prahlerisches Wesen. James Morland und Isabella Thorpe dagegen scheint eine innige Neigung zu verbinden, und sie verloben sich. Auf einem Ball trifft Catherine Henry wieder und lernt dabei auch seine Schwester Eleanor kennen. Die beiden Mädchen freunden sich bald an.
Nach der Abreise ihres Bruders ist Catherine besorgt, als sie bemerkt, dass Isabella mit Frederick, dem älteren Bruder Henrys, flirtet. Sie kann jedoch den weiteren Verlauf nicht beeinflussen, da sie von Eleanor und ihrem Vater, General Tilney, auf den Familiensitz Northanger Abbey eingeladen wird und ganz von der Vorfreude auf das Leben in der alten, verwunschenen Abtei erfüllt ist. In Northanger verlebt Catherine fröhliche Tage, und die Liebe zwischen ihr und Henry vertieft sich. Gestört wird diese Zeit durch die Nachricht, dass sich Isabella von James getrennt und mit Frederick verlobt hat. Einige Zeit darauf muss Catherine Northanger verlassen; sie wird sehr plötzlich und ohne Begründung vom General hinausgeworfen, obwohl er bisher einer Heirat zwischen Catherine und Henry nicht abgeneigt schien.
Wenige Tage nach Catherines Rückkehr zu ihren Eltern klärt sich dieser Vorfall als Intrige auf. Henry ist Catherine nachgereist, um sich mit ihr auszusprechen. Während eines Spaziergangs gestehen sie sich ihre Liebe und verloben sich. Henry kann auch das seltsame Verhalten seines Vaters aufklären. John Thorpe hatte Henrys Vater bezüglich des Vermögens der Familie Morland belogen: Als er noch Interesse an Catherine hatte, bezeichnete er die Familie als reich und später, nach seiner Zurückweisung, als bettelarm. Der General glaubte sich von Catherine getäuscht. Besänftigt von Eleanors Heirat mit einem Vicomte, erteilt er schließlich die Zustimmung zur Heirat von Catherine und Henry.

## Ausgaben
Originalausgaben
- Northanger Abbey. John Murray, London 1818 (Erstausgabe).
- Northanger Abbey and Persuasion. Collection of British Authors, Vol. 1176, Tauchnitz, Leipzig 1871.
- Northanger Abbey. A Norton Critical Edition. Hrsg. Susan Fraiman. Oxford 2004. ISBN 978-0-393-97850-6
- Northanger Abbey. Hrsg. v. Marilyn Butler. Penguin Classics. ISBN 978-0-14-143979-2

Deutsche Übersetzungen
- Die Abtei von Northanger. Übertr. a. d. Engl. von Margarete Rauchenberger, Schaffrath Verlag, Köln 1948.
- Die Abtei von Northanger. Übers. von Christiane Agricola. Dieterich’sche Verlagsbuchhandlung Leipzig 1980.
- Kloster Northanger. Übers. von Ursula und Christian Grawe, Nachw. u. Anm. von Christian Grawe, Reclam, Stuttgart 1981, ISBN 978-3-15-027728-7
- Die Abtei von Northanger. Ill. von Hugh Thomson. Übers. von Margarete Rauchenberger, Insel-Verlag, Frankfurt a. M. 1986, ISBN 978-3-458-32631-1
- Northanger Abbey. Roman. Übers. von Andrea Ott, Nachw. von Hans Pleschinski, Manesse Bibliothek der Weltliteratur, Manesse Verlag, Zürich 2008, ISBN  978-3-7175-2092-4
- Northanger Abbey. Übers. von Sabine Roth, mit einem Nachw. von Dorothea Tetzeli von Rosador, dtv, München 2011. ISBN 978-3-423-14164-2.

Hörbuch
- Jane Austen: Northanger Abbey. Ungekürzte Lesung, aus dem Engl. von Ursula und Christian Grawe, Regie Vera Teichmann, gelesen von Eva Mattes, Argon-Verlag, Berlin 2013, ISBN 978-3-8398-1213-6.
- Jane Austen: Northanger Abbey. Gekürzte Lesung, aus dem Englischen übersetzt von Andrea Ott, gelesen von Fritzi Haberlandt, Random House Audio, München 2017, ISBN 978-3-8371-3932-7.

## Verfilmungen
- Northanger Abbey (1986)
- Jane Austen’s Northanger Abbey

## Adaptionen
- Jane Austen: Northanger Abbey. Graphik Novel von Nancy Butler (Text), Janet K. Lee, Nick Filardi (Zeichnung), 5 Bd., Marvel Comics, New York 2011, ISBN 978-0-7851-6440-1.
- Val McDermid: Jane Austens Northanger Abbey. Harper Collins, Hamburg 2016, ISBN 978-3-95967-018-0.